# Babette Preußler
Babette Preußler (* 28. September 1968 in Berlin) ist eine frühere deutsche Eiskunstläuferin, die für die DDR im Paarlauf startete. Ihre Partner waren Torsten Ohlow (bis 1983) und Tobias Schröter, trainiert wurde sie von Heidemarie Steiner. Ihr größter Erfolg war die Bronzemedaille bei den Juniorenweltmeisterschaften 1982. Preußler beendete ihre Laufbahn 1984.

## Erfolge/Ergebnisse
bis 1983 mit Torsten Ohlow, 1984 mit Tobias Schröter

### Olympische Winterspiele
- 1984 – 11. Rang – Sarajevo

### Weltmeisterschaften
- 1983 – 12. Rang – Helsinki
- 1984 – 9. Rang – Ottawa

### Juniorenweltmeisterschaften
- 1982 – 3. Rang – Oberstdorf

### Europameisterschaften
- 1983 – 6. Rang – Dortmund
- 1984 – 6. Rang – Budapest

### DDR-Meisterschaften
- 1983 – 3. Rang
- 1984 – 3. Rang